# Ашрафи (нефтегазовое месторождение)
Ашрафи — нефтегазовое месторождение в Азербайджане. Расположено в 100 км к востоку от Баку. Открыто в 1999 году. Глубина моря в районе месторождения меняется от 250 до 450 метров.
Нефтегазоносность связана с отложениями мелового возраста. Начальные запасы нефти 50 млн тонн.
Оператором месторождения является азербайджанская нефтяная компания ГНКАР.